# Kurt Grohmann
Kurt Grohmann (geb. 2. Mai 1928 in Weimar; gest. 1974 ebenda) war ein deutscher Bildhauer in Weimar. Er war zudem gelernter Tischler und Holzbildhauer.
Nach dem Zweiten Weltkrieg wurde Grohmann an der Weimarer Hochschule für Baukunst und bildende Künste ausgebildet.
Zusammen mit dem Architekten Siegfried Tschierschky schuf er 1957 die Porträtbüsten von Henry van de Velde und Walter Gropius im Foyer des Hauptgebäudes der Bauhaus-Universität Weimar. Diese sind im Betonguss hergestellt worden. So wie Tschierschky entwickelte Grohmann geometrische Formelemente in Beton für die Fassadengestaltung bzw. für fensterlose Giebelwände. Zusammen mit Eberhard Reppold und Klaus Fleischmann gestaltete Grohmann 1971 die Durchbruchwand am Johannesplatz in Erfurt. Sie besteht aus quadratischen Betonplatten, in der Mitte kreisrund frei gearbeitet. Die Struktursteine bilden ein zusammenhängendes Band als Mauer, das auf nach unten halben Platten steht mit daraufgesetzten anderen Hälften.